# A Question of Trust
A Question of Trust er en britisk stumfilm fra 1920 af Maurice Elvey.

## Medvirkende
- Madge Stuart - Stephanie
- Harvey Braban - Pierre Dumaresque
- Teddy Arundell - Jouvain
- Charles Croker-King
- Kitty Fielder - Anita